# Трилинейная интерполяция
Трилинейная интерполяция — метод многомерной интерполяции в трёхмерном евклидовом пространстве. Линейно аппроксимирует значение функции {\displaystyle f} в точке {\displaystyle (x,y,z)}, используя известные значения в окружающих точках.
Трилинейная интерполяция часто используется в численном анализе и машинной графике.

## Сравнение с линейной и билинейной интерполяцией
Трилинейная интерполяция является расширением линейной интерполяции, действующей в пространстве с размерностью {\displaystyle D=1}, и билинейной интерполяции, действующей в пространстве с размерностью {\displaystyle D=2}, на пространство размерности {\displaystyle D=3}. Для того чтобы интерполировать значения функции в точке {\displaystyle (x,y,z)}, необходимо знать значения {\displaystyle f} в 8 смежных точках, окружающих {\displaystyle (x,y,z)}.

## Интерполяция действительной функции
Допустим, требуется интерполировать значение функции {\displaystyle f} в точке {\displaystyle (x,y,z)}. Пусть даны значения функции {\displaystyle f} в окружающих точках {\displaystyle (x_{i},y_{j},z_{k})}, где {\displaystyle i=1,2}, {\displaystyle j=1,2}, {\displaystyle k=1,2}, причем {\displaystyle x_{1}<x<x_{2}}, {\displaystyle y_{1}<y<y_{2}}, {\displaystyle z_{1}<z<z_{2}}. Последовательно проводя линейную интерполяцию для каждого измерения, можно получить следующую формулу:
{\displaystyle {\begin{aligned}f(x,y,z)&\approx {\frac {f(x_{1},y_{1},z_{1})}{(x_{2}-x_{1})(y_{2}-y_{1})(z_{2}-z_{1})}}(x_{2}-x)(y_{2}-y)(z_{2}-z)+\\&+{\frac {f(x_{1},y_{1},z_{2})}{(x_{2}-x_{1})(y_{2}-y_{1})(z_{2}-z_{1})}}(x_{2}-x)(y_{2}-y)(z-z_{1})+\\&+{\frac {f(x_{1},y_{2},z_{1})}{(x_{2}-x_{1})(y_{2}-y_{1})(z_{2}-z_{1})}}(x_{2}-x)(y-y_{1})(z_{2}-z)+\\&+{\frac {f(x_{1},y_{2},z_{2})}{(x_{2}-x_{1})(y_{2}-y_{1})(z_{2}-z_{1})}}(x_{2}-x)(y-y_{1})(z-z_{1})+\\&+{\frac {f(x_{2},y_{1},z_{1})}{(x_{2}-x_{1})(y_{2}-y_{1})(z_{2}-z_{1})}}(x-x_{1})(y_{2}-y)(z_{2}-z)+\\&+{\frac {f(x_{2},y_{1},z_{2})}{(x_{2}-x_{1})(y_{2}-y_{1})(z_{2}-z_{1})}}(x-x_{1})(y_{2}-y)(z-z_{1})+\\&+{\frac {f(x_{2},y_{2},z_{1})}{(x_{2}-x_{1})(y_{2}-y_{1})(z_{2}-z_{1})}}(x-x_{1})(y-y_{1})(z_{2}-z)+\\&+{\frac {f(x_{2},y_{2},z_{2})}{(x_{2}-x_{1})(y_{2}-y_{1})(z_{2}-z_{1})}}(x-x_{1})(y-y_{1})(z-z_{1}).\end{aligned}}}
В частности, в единичном кубе ({\displaystyle x_{1}=y_{1}=z_{1}=0,\quad x_{2}=y_{2}=z_{2}=1}):
{\displaystyle {\begin{aligned}f(x,y,z)&\approx f(0,0,0)\cdot (1-x)(1-y)(1-z)+\\&+f(0,0,1)\cdot (1-x)(1-y)z+\\&+f(0,1,0)\cdot (1-x)y(1-z)+\\&+f(0,1,1)\cdot (1-x)yz+\\&+f(1,0,0)\cdot x(1-y)(1-z)+\\&+f(1,0,1)\cdot x(1-y)z+\\&+f(1,1,0)\cdot xy(1-z)+\\&+f(1,1,1)\cdot xyz.\end{aligned}}}